# لوريس كاريوس
لوريس سفين كاريوس (مواليد 22 يونيو 1993) هو لاعب كرة قدم ألماني محترف يلعب كحارس مرمى في شالكه 04في الدوري الألماني الدرجة الثانية (الدوري الألماني). مثل ألمانيا على مستوى الشباب.

## مسيرته الكروية

### مسيرة مبكرة
لعب كاريوس لنادي ميتنبرغ ونادي أولم للناشئين قبل الانضمام إلى نادي شتوتغارت، حيث ارتقى في صفوف فريق الشباب وظهر برفقة المنتخب الألماني تحت 16 عام ضد مقدونيا في سبتمبر 2008.

### مانشستر سيتي
قام نادي مانشستر سيتي بدعوة كاريوس وعائلته إلى إنجلترا بعد مشاهدته في مباراة ألمانيا تحت 16 عامًا ضد منتخب أذربيجان، وأكمل توقيعه في 1 يوليو 2009. لعب كاريوس مع فرق مانشستر سيتي تحت 18 وتحت 21 عامًا، لكنه لم يظهر مع الفريق الأول خلال فترة وجوده في مانشستر.

### ماينتس 05

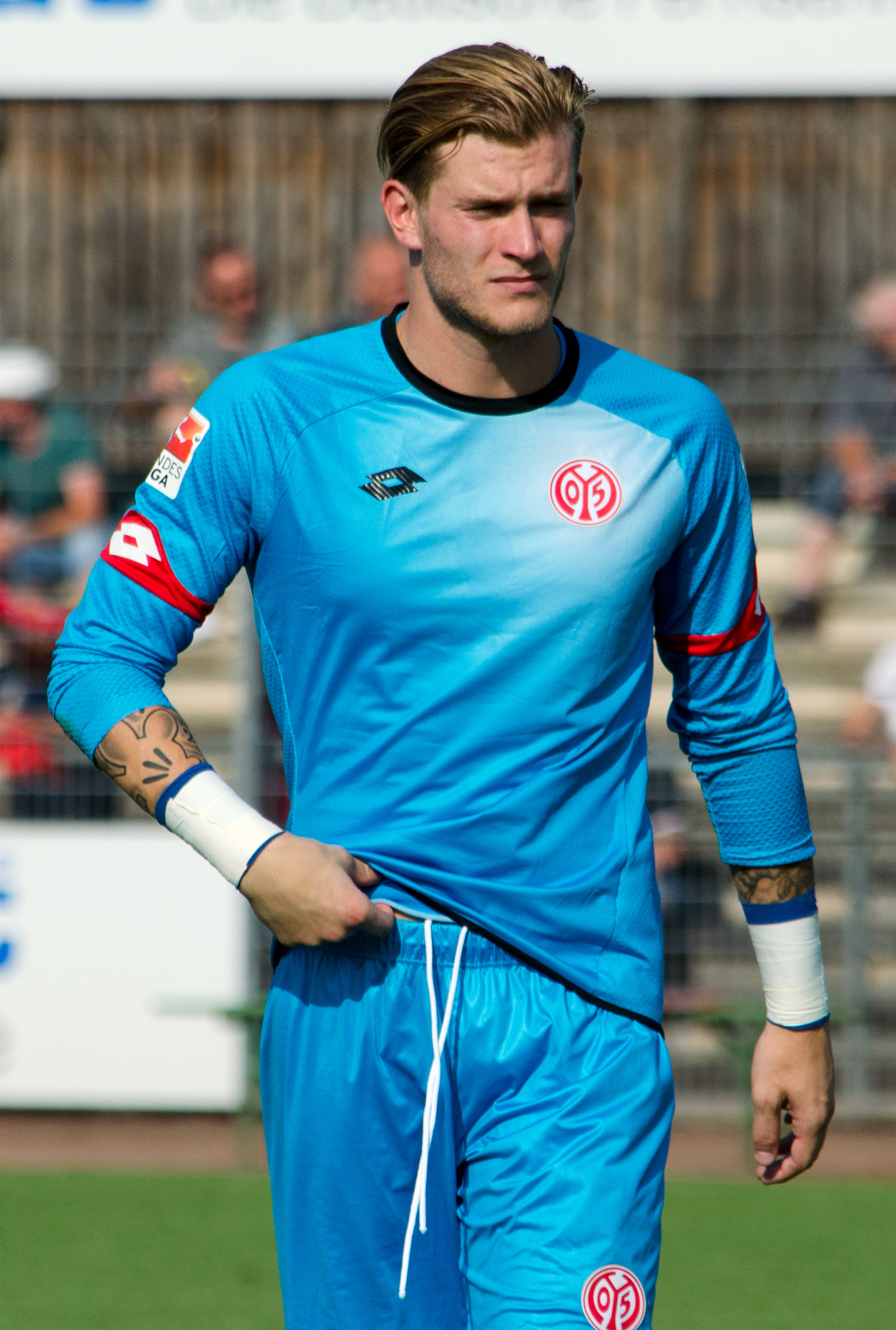
كاريوس برفقة ماينتس 05 عام 2015

أعار مانشستر سيتي كاريوس إلى نادي ماينتس 05 في أغسطس 2011، حيث لعب لفريق ماينتس الثاني الذي يلعب في بطولة الدوري الألماني الدرجة الرابعة.  في 11 يناير 2012، أصبحت الصفقة دائمة مع التزام كاريوس بالصفقة لمدة عامين مع خيار التمديد للسنة الثالثة حتى يونيو 2015.
ظهر لأول مرة برفقة نادي ماينتس 05 الأول في 1 ديسمبر 2012 في مباراة ببطولة الدوري الألماني ضد هانوفر 96 عندما تم استبداله بـ شون باركر بعد طرد حارس المرمى كريستيان فيتكلو، حيث كان كاريوس يبلغ من العمر 19 عامًا و 5 أشهر، وجعله ذلك أصغر حارس مرمى في التاريخ يلعب مباراة بالدوري الألماني لفريق ماينتس. لم يشارك كاريوس في أي مباراة أخرى في موسم 2012–13، لكنه أثبت نفسه كحارس مرمى أول للفريق في موسم 2013-14 وفي 12 يناير 2015 وقع كاريوس مع النادي عقدًا مدته ثلاث سنوات.
كان كاريوس بالتشكيلة الأساسية دائمًا في موسم 2015–16، وحافظ على نظافة شباكه تسع مرات، وأنقذ ركلتي جزاء وتم التصويت له باعتباره ثاني أفضل حارس مرمى في الدوري في استطلاع شمل 235 من لاعبي الدوري الألماني، حيث كان في الترتيب خلف مانويل نوير.

### ليفربول

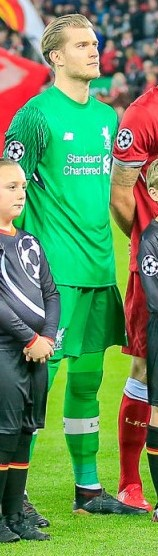
كاريوس برفقة ليفربول عام 2017

في 24 مايو 2016، وقع كاريوس مع نادي ليفربول مقابل 4.75 مليون جنيه إسترليني في صفقة مدتها خمس سنوات. تم منحه القميص رقم 1 بالفريق.

#### موسم 2016–17
ظهر كاريوس لأول مرة برفقة نادي ليفربول ببطولة كأس رابطة الأندية الإنجليزية المحترفة في فوز 3–0 على نادي ديربي كاونتي في 20 سبتمبر 2016. في 24 سبتمبر 2016، لعب أول مباراة له ببطولة الدوري الإنجليزي الممتاز ضد نادي هال سيتي، والتي انتهت بفوز الريدز بنتيجة 5-1. أول مباراة حافظ كاريوس فيهل على نظافة شباكه كانت في 17 أكتوبر في تعادل 0-0 مع نادي مانشستر يونايتد. في 24 أكتوبر 2016، أكد المدير الفني يورغن كلوب أن كاريوس سيكون الخيار الأول لحراسة مرمى ليفربول، وسيكون سيمون مينيوليه هو الخيار الثاني. بعد الأداء السيئ في مبارتين في اوائل ديسمبر 2016، والتي تتضمن المباراة ضد نادي بورنموث حيث إرتدت تسديدة لويس كوك في مسار زميله ناثان أكي واستفاد من انه كان المرمى خالي وادى ذلك إلى منح بورنموث الفوز 4-3 على نادي ليفربول، وخسر كاريوس مقعده الأساسي. وصرح يورغن كلوب أن «كاريوس حارس مرمى شاب. وسوف يعود لمستواه».

#### موسم 2017–18
في مباراة الإياب من ربع نهائي من بطولة دوري أبطال أوروبا ضد نادي مانشستر سيتي، حيث سجل مجموع الأهداف بالفوز 3-1 لنادي ليفربول، كان كاريوس متسبب في الهدف الذي تسجل على نادي ليفربول عندما فشل في تمرير كرة عرضية داخل منطقة الجزاء، وقام بضرب الكرة  إلى أسفل التي ارتدت من زميله في الفريق جيمس ميلنر إلى مسار جناح مان سيتي ليروي ساني الذي سجل الهدف. في ذهاب دور نصف النهائي من دوري أبطال أوروبا على أرضه ضد نادي روما، مع النتيجة 0-0، سمح كاريوس بتسديدة ألكسندر كولاروف بالمرور بين يديه بالكرة ثم ارتطمت بالعارضة، قبل ان يقوم ليفربول بالفوز بنتيجة 5–2. في مباراة الذهاب في روما، تسبب كاريوس في إثارة الجدل بين المشجعين حيث عندما خرج مسرعًا بعيدًا عن مرماه وأسقط إدين دجيكو داخل منطقة الجزاء، ولكن بدلا من ركلة جزاء والبطاقة حمراء، ولكن احتسبها الحكم المساعد تسلل. بعد دقائق تصدى كاريوس لتسديدة من روما والتي إرتدت إلى طريق دجيكو الذي سجل الهدف 2-1 لروما، قبل أن تنتهي المباراة بنتيجة 4-2 لصالح روما بمجموع 7-6 لصالح ليفربول.
شارك كاريوس في مباراة ليفربول ضد نادي ريال مدريد في نهائي دوري أبطال أوروبا 2018 التي خسرها ليفربول بنتيجة 3–1. أعتُبِر كاريوس المتسبب الأول في أن تسجل الهدفين الأول والثالث في مرمى ليفربول؛ الأولى بعد أن تصدى كريم بنزيما لرميته وانحرفت نحو الشباك، والثانية بعد أن أساء التعامل مع تسديدة غاريث بيل من 40 ياردة والتي دخلت الشباك.
بعد المباراة، بكى كاريوس واعتذر لجماهير ليفربول الذين بقوا في المدرجات. وذكر أيضا أن أخطائه أدت لخسارة الفريق النهائي. بعد المباراة، تلقى كاريوس عبر الإنترنت تهديدات بالقتل، بشكل أساسي على موقع تويتر، مما دفع شرطة ميرسيسايد إلى بدء تحقيق حيال ذلك. بعد خمسة أيام، خضع كاريوس لفحص في مستشفى ماساتشوستس العام.  خلص المسعفون إلى أنه أصيب بارتجاج في كوعه في رأسه، وذلك من تدخل سيرجيو راموس عليه قبل دقائق فقط من خطئه الأول. ومع ذلك، لم يحدد الأطباء بالضبط اللحظة التي أصيب فيها بارتجاج في المخ. وبحسب ما قاله طبيبه المعالج ان الارتجاج الذي كان يعانيه أثر على أدائه والذي جعله يُخطئ هذه الأخطاء الفادحة والتي أدت للخسارة. في وقت لاحق، في 6 يوليو، في بداية الموسم التحضيري، صرح كلوب أن كاريوس تأثر من الإرتجاج، مما أدى إلى أخطائه، حيث قال كلوب ان بالنسبة له، هذا هو التفسير بنسبة 100٪ الذي أدى إلى سوء أدائه. وأن كاريوس قد تأثر بهذه الضربة.

#### موسم 2018–19
في يوليو 2018، حطم ليفربول الرقم القياسي العالمي لقيمة الانتقال لحارس مرمى في كرة القدم عندما وقع أليسون بيكر مقابل رسوم أولية قدرها 62.5 مليون يورو (56 مليون جنيه إسترليني)، والتي يمكن أن ترتفع إلى 72 مليون يورو (66.8 مليون جنيه إسترليني) مع الأداء على أساس المكافآت، حيث أن التوقيع مع أليسون جعل كاريوس على مقاعد البدلاء.

#### إعارة إلى بشكتاش
في 25 أغسطس 2018، انضم كاريوس إلى نادي بشكتاش التركي على سبيل الإعارة لمدة عامين. في 8 ديسمبر 2018، قام كاريوس بعدة تصديات عالمية ضد ألانيا سبور حيث انقذ بشكتاش من الخسارة وحافظ على نظافة شباكه.
في مارس 2019، رفع كاريوس دعوى قضائية ضد بشكتاش بسبب عدم سدادهم لأجوره خلال الأربعة أشهر الماضية حيث زعم أن النادي فشل في دفعهم. في 4 مايو 2020، قام كاريوس بفسخ عقده مع النادي التركي بالتراضي بسبب استمرار المشكلات المتعلقة بالأجور غير المدفوعة وبعد الانتهاء من غالبية السنتين المتفق عليهما.

#### إعارة إلى يونيون برلين
في 28 سبتمبر 2020، تمت إعارة كاريوس إلى نادي يونيون برلين الألماني لموسم 2020–21. في 22 ديسمبر 2020، ظهر كاريوس لأول مرة في المباراة التي خسر فيها 3-2 أمام نادي بادربورن في بطولة كأس ألمانيا. في 13 فبراير 2021، بدأ أول مباراة له في الدوري الألماني لصالح يونيون برلين في التعادل السلبي ضد نادي شالكه.

## شالكه 04
في 14 يناير 2025، انتقل كاريوس إلى شالكه 04 كلاعب حر، ووقع عقدًا حتى نهاية الموسم. في 11 يونيو 2025، مدد عقده لمدة عامين آخرين.

## الحياة الشخصية
كان كاريوس على علاقة مع مقدمة البرامج التلفزيونية الإيطالية وعارضة الأزياء ديليتا ليوتا منذ عام 2022. في مارس 2023، أعلنا أنها حامل وتنتظر طفلهما الأول. تمت خطوبة الزوجين في وقت لاحق من العام، وأنجبت ليوتا ابنتهما الأولى، التي سمتها آريا، في 16 أغسطس 2023. تزوجا في 22 يونيو 2024، في حفل خاص على جزيرة فولكانو بالقرب من صقلية في موطن ليوتا في إيطاليا.

## روابط خارجية
- لوريس كاريوس على موقع الاتحاد الأوربي (الإنجليزية)
- لوريس كاريوس على موقع اتحاد تركيا (لاعب) (الإنجليزية)
- لوريس كاريوس على موقع إي إس بي إن إف سي (الإنجليزية)
- لوريس كاريوس على موقع قاعدة بيانات كرة القدم.إي يو (الإنجليزية)
- لوريس كاريوس على موقع بيانات كرة القدم. دي إي (الألمانية)
- لوريس كاريوس على موقع Soccerbase.com (لاعب) (الإنجليزية)
- لوريس كاريوس على موقع Soccerway.com (الإنجليزية)
- لوريس كاريوس على موقع عالم كرة القدم.نت (الإنجليزية)
- لوريس كاريوس على موقع AS.com (الإسبانية)